# Amanda Noret
Amanda Noret é uma atriz estadunidense. Conhecida pela personagem Madison Sinclair da série de televisão Veronica Mars.